# Presses du Châtelet
Les Presses du Châtelet sont une maison d'édition française fondée en 1995 et située à Paris. La maison fait partie du groupe L’Archipel, qui a été racheté par Editis en 2019.

## Description
Spécialisée dans l'édition d'ouvrages portant sur les religions (orientales et occidentales), la spiritualité, la santé naturelle, le développement personnel, l'ufologie ou la parapsychologie, elle a publié les livres de personnalités telles que le Dalaï-Lama ou Tariq Ramadan, de même que des auteurs comme Deepak Chopra ou Paul Wilson.
En 2008, le catalogue des Presses du Châtelet compte plus de 150 titres.

### Collections
- « Les Chemins du paranormal »
- « L'Essentiel de la sagesse »
- « Le grand livre des proverbes »
- « Les Petits Livres »
- « Préceptes »
- « Psi »
- « Vivre zen »

## Quelques auteurs publiés
- Gray Barker
- Gildas Bourdais
- Pascale Catala
- Gordon Cooper
- Roger Ducros
- Jean-Pierre Girard
- Pierre Lagrange
- Peter Sturrock
- Jean-Jacques Velasco
- Tariq Ramadan
- Allison DuBois
- Patrick Sbalchiero
- Edgar Morin
- Gaston-Paul Effa